# Коритовські
Коритовські (пол. Korytowscy) — польський шляхетський рід гербу Мора. Мали посади та володіли маєтками в Українських землях.

## Представники
- Владислав
  - Антоній
    - Феліц'ян

- Францішек — дідич Тернополя, дружина — Нікодема Бок-Забельська гербу Тшаска[1]
  - Еразм — посол Галицького сейму
    - Юльюш — посол Галицького сейму, у 1893 році отримав австрійський дідичний титул графа, дружина — Ванда Млоцька
      - Владислав, дружина — графиня Ядвіга Пузина

    - Марія

- Міхал
  - Якуб
    - Юзеф
      - Теофіль — зем'янин
        - Вітольд

- Станіслав, дружина — Розалія Заборська
  - Раймунд — барський конфедерат, сибіряк, дітей не мав

- Антоній, дружина — Барбара Єзерська
  - Пйотр, дружина — Анна Мальчевська